# Siege (film)
Siege (doslova Obležení) je krátký dokumentární film z počátku druhé světové války. Jeho tématem je obležení Varšavy německou armádou při invazi do Polska v roce 1939.
Film natočil Julien Bryan, pensylvánský fotograf a filmař. V roce 1941 byl Siege nominován na Oscara v 13. ročníku jejich udílení a to v kategorii krátkých dokumentárních filmů. V roce 2006 byl z podnětu ředitele kongresové knihovny zařazen do Národního filmového registru jako „jedinečný, děsivý záznam strašlivé
brutality války“.